# ورزشگاه لا بومبونرا
ورزشگاه آلبرتو خ. آرماندو (اسپانیایی: Estadio Alberto J. Armando‎) یک ورزشگاه در منطقهٔ لا بوکا بوئنوس آیرس است. این ورزشگاه عموماً با نام لا بومبونرا (اسپانیایی: La Bombonera‎)، به معنای جعبه شکلات شناخته می‌شود. این نام به دلیل شکل ورزشگاه است که دارای یک جایگاه صاف و سه جایگاه شیبدار می‌باشد. گنجایش این ورزشگاه ۴۹٬۰۰۰ نفر است.
بوکا جونیورز که یکی از بهترین باشگاه‌های فوتبال آرژانتین است. شکل غیرمعمول این استادیوم سبب به وجود آمدن جو وحشتناکی شده و هواداران بوکا لا دوسه به معنای یار دوازدهم لقب گرفته‌اند. لا بومبونرا یکی از ورزشگاه‌های نمادین در دنیا شناخته می‌شود.
این ورزشگاه علاوه بر این که خانهٔ بوکا جونیورز است، میزبان کنسرت‌های مختلف نیز بوده. از کسانی که در این استادیوم کنسرت داشته‌اند می‌توان لنی کراویتز، التون جان، جیمز بلانت، بی جیز و بک‌استریت بویز را نام برد.

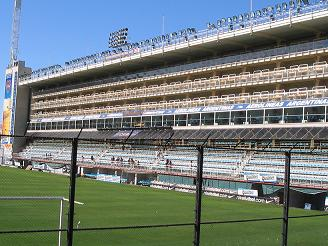
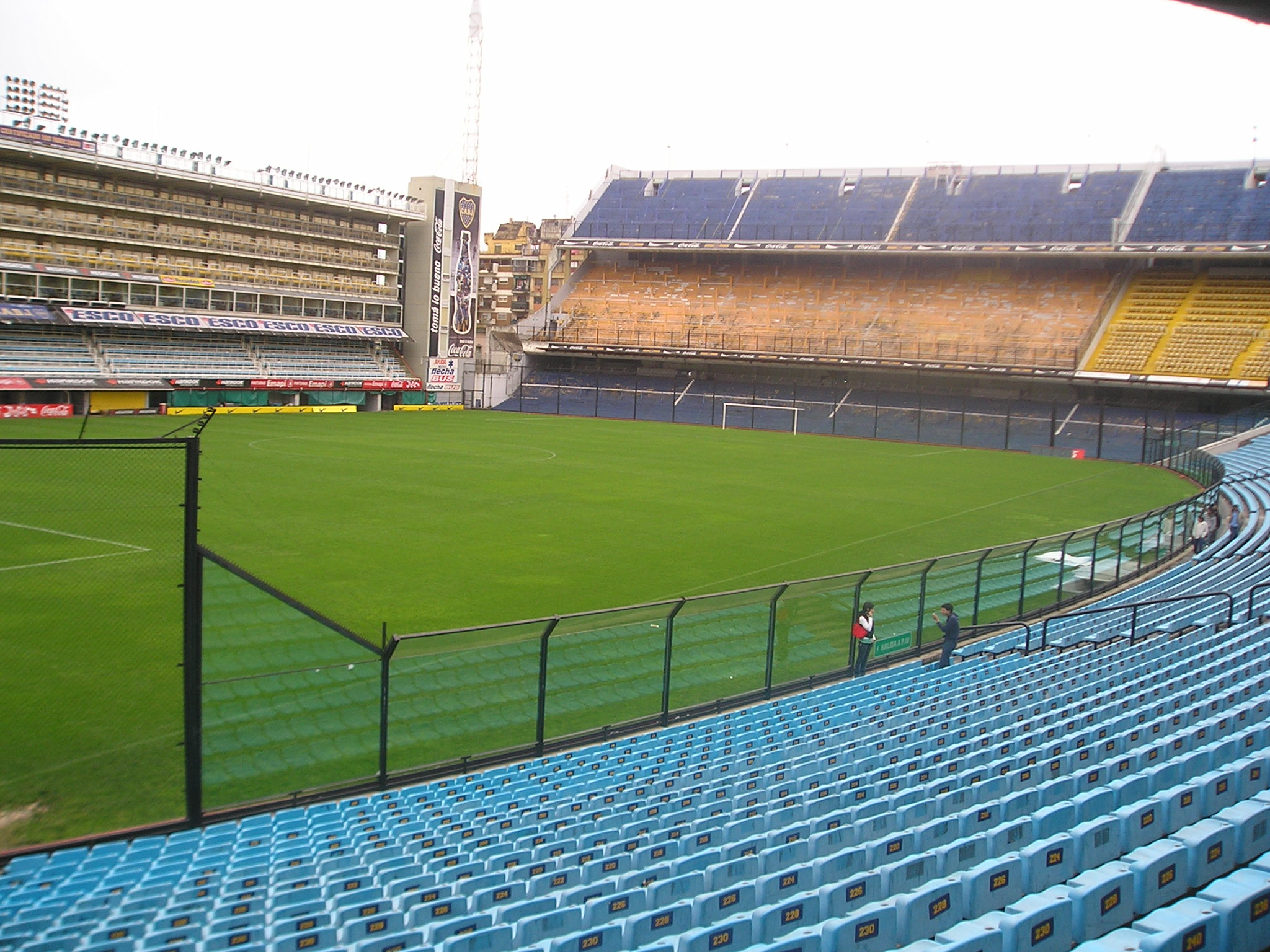
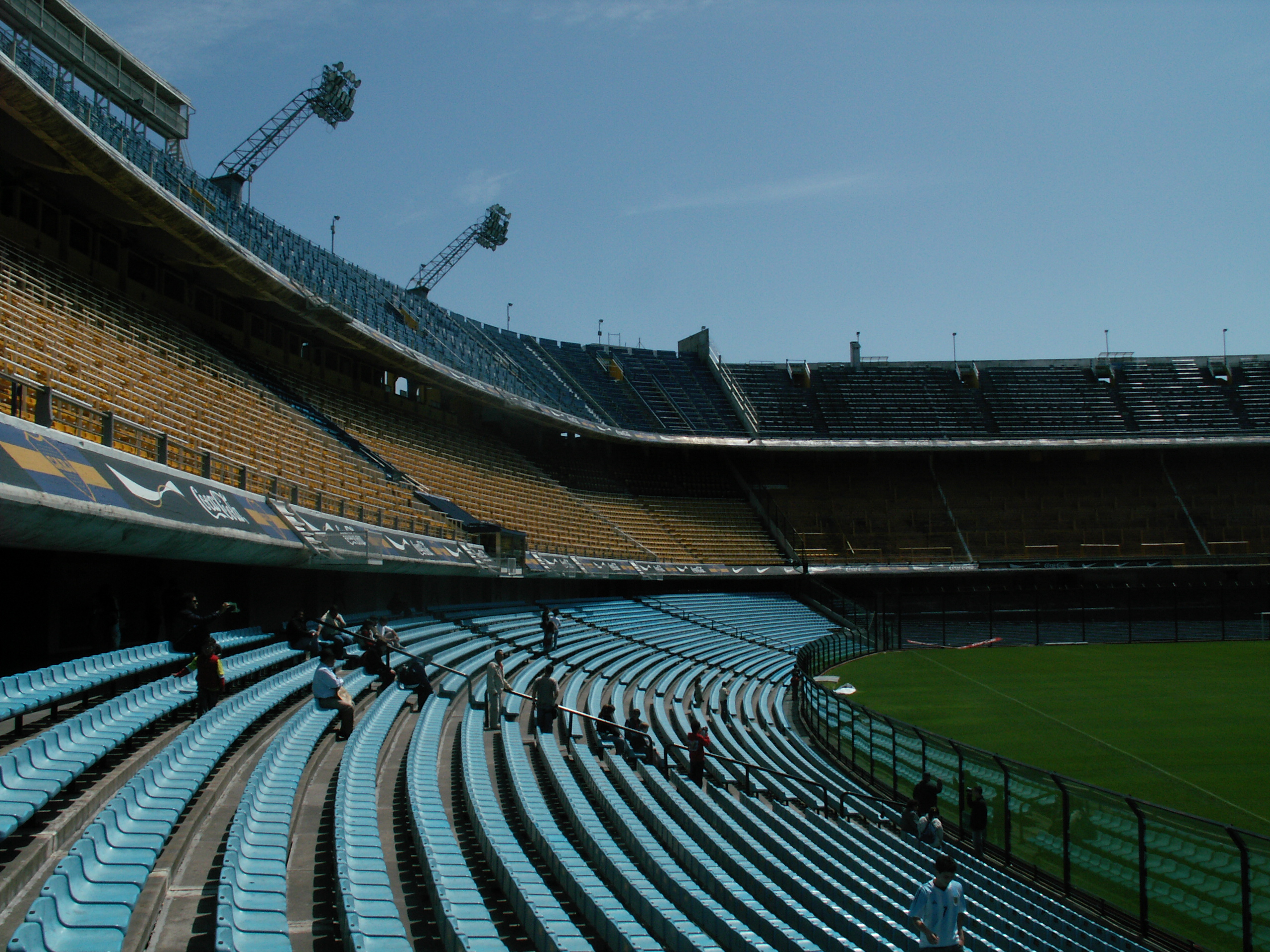
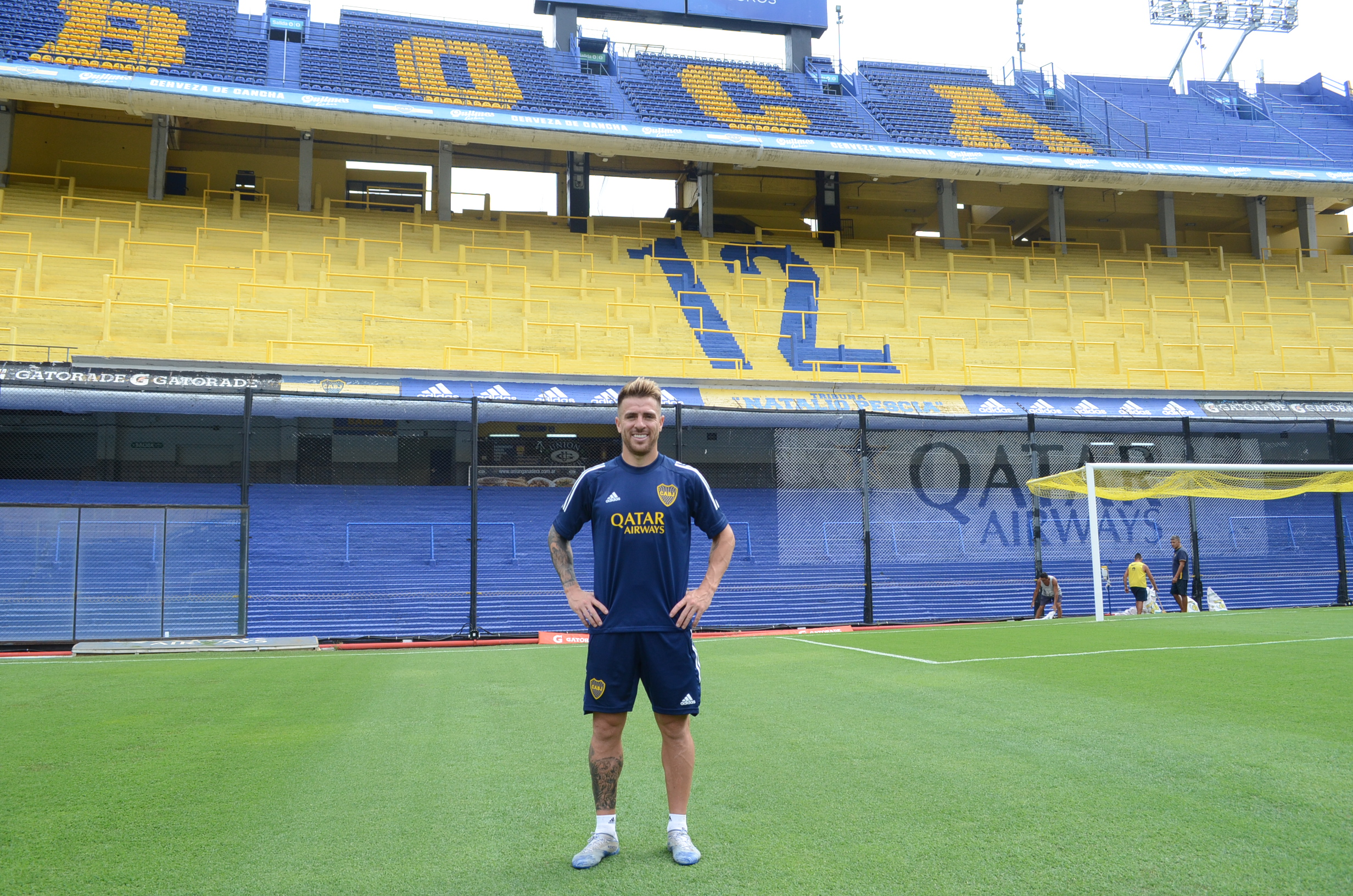
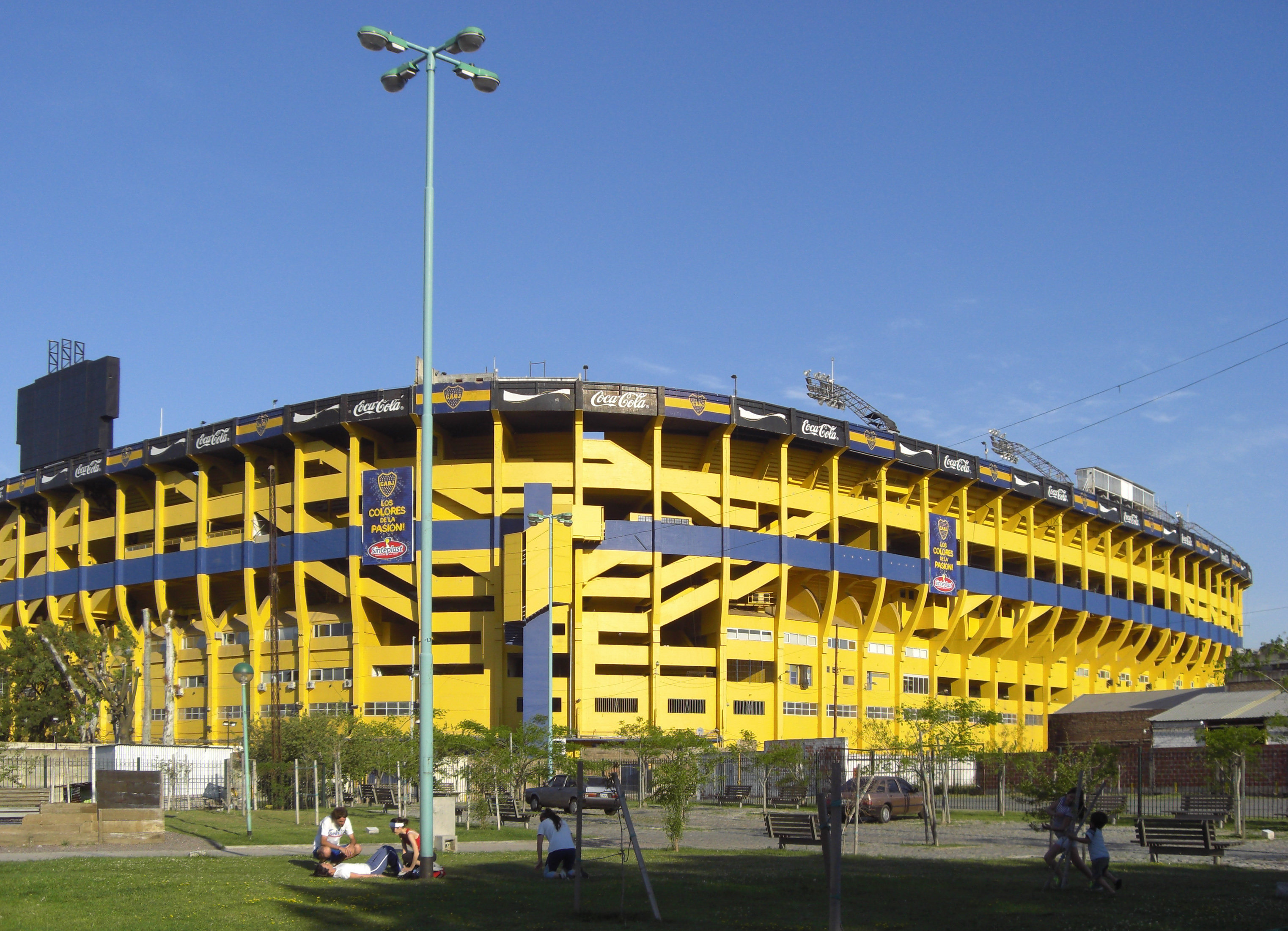